# Triplusalt

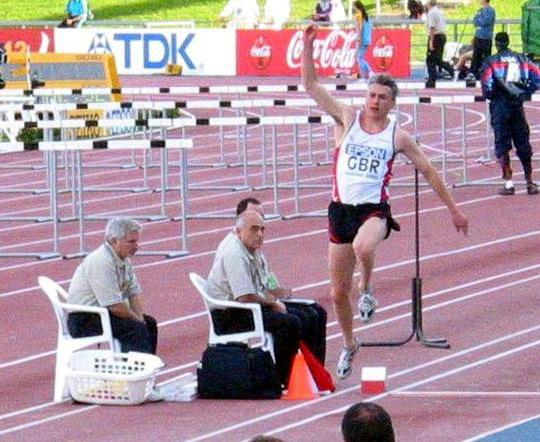
Triplusalt, Jonathan Edwards

Triplusalt este o probă de atletism derivată din săritura în lungime. Scopul acestei sărituri este de a realiza de la locul de bătaie până la aterizare o traiectorie orizontală, în zbor, cât mai lungă. Proba constă într-un salt, un pas și o săritură.

## Recorduri mondiale

### Masculin
| Distanță | Atlet                   | Dată               | Loc                      |
| -------- | ----------------------- | ------------------ | ------------------------ |
| 15,52 m  | Daniel Ahearn           | 30 mai 1911        | New York, SUA            |
| 15,525 m | Nick Winter             | 12 iulie 1924      | Paris, Franța            |
| 15,58 m  | Mikio Oda               | 27 octombrie 1931  | Tokyo, Japonia           |
| 15,72 m  | Chuhei Nambu            | 14 august 1932     | Los Angeles, SUA         |
| 15,78 m  | Jack Metcalfe           | 14 decembrie 1935  | Sydney, Australia        |
| 16,00 m  | Naoto Tajima            | 6 august 1936      | Berlin, Germania         |
| 16,00 m  | Adhemar da Silva        | 3 decembrie 1950   | São Paulo, Brazilia      |
| 16,01 m  | Adhemar da Silva        | 30 septembrie 1951 | Rio de Janeiro, Brazilia |
| 16,12 m  | Adhemar da Silva        | 23 iulie 1952      | Helsinki, Finlanda       |
| 16,22 m  | Adhemar da Silva        | 23 iulie 1952      | Helsinki, Finlanda       |
| 16,23 m  | Leonid Șcerbakov        | 19 iulie 1953      | Moscova, URSS            |
| 16.56 m  | Adhemar da Silva        | 26 martie 1955     | Mexico City, Mexic       |
| 16,59 m  | Oleg Reahovski          | 19 iulie 1958      | Moscova, URSS            |
| 16,70 m  | Oleg Reahovski          | 3 mai 1959         | Nalchik, URSS            |
| 17,03 m  | Jozef Szmidt            | 5 august 1960      | Olsztyn, Polonia         |
| 17,10 m  | Giuseppe Gentile        | 16 octombrie 1968  | Mexico City, Mexic       |
| 17,22 m  | Giuseppe Gentile        | 17 octombrie 1968  | Mexico City, Mexic       |
| 17,23 m  | Viktor Saneev           | 17 octombrie 1968  | Mexico City, Mexic       |
| 17,27 m  | Nelson Prudencio        | 17 octombrie 1968  | Mexico City, Mexic       |
| 17,39 m  | Viktor Saneev           | 17 octombrie 1968  | Mexico City, Mexic       |
| 17,40 m  | Pedro Pérez             | 5 august 1971      | Cali, Columbia           |
| 17,44 m  | Viktor Saneev           | 17 octombrie 1972  | Suhumi, URSS             |
| 17,89 m  | João Carlos de Oliveira | 15 octombrie 1975  | Mexico City, Mexic       |
| 17,97 m  | Willie Banks            | 16 iunie 1985      | Indianapolis, SUA        |
| 17,98 m  | Jonathan Edwards        | 18 iulie 1995      | Salamanca, Spania        |
| 18,16 m  | Jonathan Edwards        | 7 august 1995      | Göteborg, Suedia         |
| 18,29 m  | Jonathan Edwards        | 7 august 1995      | Göteborg, Suedia         |

### Feminin
| Distanță             | Atletă               | Dată                 | Loc                    |                      |
| Ne-ratificat de IAAF | Ne-ratificat de IAAF | Ne-ratificat de IAAF | Ne-ratificat de IAAF   | Ne-ratificat de IAAF |
| -------------------- | -------------------- | -------------------- | ---------------------- | -------------------- |
| 10,32 m              | Elizabeth Stine      | 13 mai 1922          | Mamaronek, SUA         |                      |
| 10,50 m              | Adrienne Känel       | 23 iulie 1923        | Geneva, Elveția        |                      |
| 11,62 m              | Kinue Hitomi         | 17 octombrie 1926    | Harbin, Japonia        |                      |
| 11,66 m              | Rie Yamaguchi        | 21 octombrie 1939    | Necunoscut             |                      |
| 12,22 m              | Mary Bignal          | 18 iunie 1959        | Street, Marea Britanie |                      |
| 12,43 m              | Terri Turner         | 9 mai 1981           | Austin, SUA            |                      |
| 12,47 m              | Terri Turner         | 7 mai 1982           | Austin, SUA            |                      |
| 12,51 m              | Melody Smith         | 6 mai 1983           | Austin, SUA            |                      |
| 12,98 m              | Easter Gabriel       | 7 mai 1983           | Baton Rouge, , SUA     |                      |
| 13,15 m              | Terri Turner         | 24 martie 1984       | Austin, SUA            |                      |
| 13,21 m              | Terri Turner         | 13 aprilie 1984      | Baton Rouge, , SUA     |                      |
| 13,58 m              | Wendy Brown          | 30 mai 1985          | Austin, SUA            |                      |
| 13,68 m              | Esmeralda Garcia     | 5 iunie 1986         | Indianapolis, SUA      |                      |
| 13,71 m              | Wendy Brown          | 2 mai 1987           | Los Angeles, SUA       |                      |
| 13,73 m              | Flora Hyacinth       | 17 mai 1987          | Tuscaloosa, SUA        |                      |
| 13,78 m              | Sheila Hudson        | 6 iunie 1987         | Baton Rouge, SUA       |                      |
| 13,85 m              | Sheila Hudson        | 26 iunie 1987        | San Jose, SUA          |                      |
| 14,04 m              | Li Huirong           | 11 octombrie 1987    | Hamamatsu, Japonia     |                      |
| 14,16 m              | Li Huirong           | 23 aprilie 1988      | Shijiazhuang, China    |                      |
| 14,52 m              | Galina Cisteakova    | 2 iulie 1989         | Stockholm, Suedia      |                      |
| Ratificat de IAAF    |                      |                      |                        |                      |
| 14,54 m              | Li Huirong           | 25 august 1990       | Sapporo, Japonia       |                      |
| 14,95 m              | Inesa Kraveț         | 10 iunie 1991        | Moscova, URSS          |                      |
| 14,97m               | Iolanda Cen          | 18 iunie 1993        | Moscova, Rusia         |                      |
| 15,09 m              | Anna Biriukova       | 21 august 1993       | Stuttgart, Germania    |                      |
| 15,50 m              | Inesa Kraveț         | 10 august 1995       | Göteborg, Suedia       |                      |
| 15,67 m              | Yulimar Rojas        | 1 august 2021        | Tokyo, Japonia         |                      |

## Recorduri naționale ale României

### Masculin
| Distanță | Atlet                 | Dată               | Loc                    |
| -------- | --------------------- | ------------------ | ---------------------- |
| 11,37 m  | Zorilă Pop            | 4 iulie 1920       | București, România     |
| 11,60 m  | Ion Tamas             | 12 septembrie 1920 | Cluj-Napoca, România   |
| 11,78 m  | Otto Storzbach        | 16 septembrie 1921 | București, România     |
| 11,83 m  | Ladislau Peter        | 15 iulie 1921      | Cluj-Napoca, România   |
| 12,18 m  | Ladislau Peter        | 31 iulie 1921      | Cluj-Napoca, România   |
| 12,87 m  | Otto Storzbach        | 14 mai 1922        | București, România     |
| 13,02 m  | Otto Storzbach        | 3 iunie 1923       | București, România     |
| 13,09 m  | Otto Storzbach        | 27 iulie 1923      | Brașov, România        |
| 13,27 m  | Adalbert Panaioth     | 1 august 1926      | Timișoara, România     |
| 13,59 m  | Adalbert Panaioth     | 8 septembrie 1929  | București, România     |
| 13,66 m  | Ferdinand Calistrat   | 13 august 1936     | Predeal, România       |
| 13,91 m  | Ferdinand Calistrat   | 13 septembrie 1936 | București, România     |
| 13,97 m  | Ferdinand Calistrat   | 15 august 1937     | Predeal, România       |
| 13,99 m  | Reinhold Kreisel      | 28 august 1938     | București, România     |
| 14,06 m  | Pompiliu Stoichițescu | 28 august 1938     | București, România     |
| 14,20 m  | Ferdinand Calistrat   | 18 octombrie 1938  | București, România     |
| 14,27 m  | Ferdinand Calistrat   | 21 mai 1939        | București, România     |
| 14,39 m  | Ferdinand Calistrat   | 24 iunie 1939      | București, România     |
| 14,40 m  | Ferdinand Calistrat   | 27 august 1939     | Predeal, România       |
| 14,42 m  | Ferdinand Calistrat   | 6 septembrie 1947  | București, România     |
| 14,67 m  | Traian Chitul         | 18 iunie 1953      | București, România     |
| 15,07 m  | Sorin Ioan            | 8 august 1954      | Budapest, Ungaria      |
| 15,08 m  | Virgil Zăvădescu      | 8 august 1954      | București, România     |
| 15,09 m  | Virgil Zăvădescu      | 27 septembrie 1954 | București, România     |
| 15,27 m  | Sorin Ioan            | 3 august 1955      | Varșovia, Polonia      |
| 15,39 m  | Sorin Ioan            | 22 iulie 1956      | Belgrad, Iugoslavia    |
| 15,47 m  | Sorin Ioan            | 25 iunie 1959      | București, România     |
| 15,55 m  | Sorin Ioan            | 25 mai 1960        | Cluj-Napoca, România   |
| 15,70 m  | Sorin Ioan            | 28 august 1960     | Poiana Brașov, România |
| 15,93 m  | Sorin Ioan            | 3 iunie 1961       | Sofia, Bulgaria        |
| 16,13 m  | Șerban Ciochină       | 29 iunie 1963      | Sofia, Bulgaria        |
| 16,16 m  | Șerban Ciochină       | 29 aprilie 1964    | București, România     |
| 16,16 m  | Șerban Ciochină       | 21 mai 1964        | Atena, Grecia          |
| 16,23 m  | Șerban Ciochină       | 7 iunie 1964       | Sofia, Bulgaria        |
| 16,25 m  | Șerban Ciochină       | 10 august 1964     | Poiana Brașov, România |
| 16,28 m  | Șerban Ciochină       | 19 august 1964     | București, România     |
| 16,42 m  | Șerban Ciochină       | 3 septembrie 1964  | Budapest, Ungaria      |
| 16,46 m  | Șerban Ciochină       | 20 octombrie 1966  | Mexico City, Mexic     |
| 16,59 m  | Șerban Ciochină       | 4 iunie 1967       | Sofia, Bulgaria        |
| 16,76 m  | Carol Corbu           | 14 iunie 1970      | Atena, Grecia          |
| 17,12 m  | Carol Corbu           | 13 iunie 1971      | Torino, Italia         |
| 17,27 m  | Bedros Bedrosian      | 9 iunie 1984       | București, România     |
| 17,63 m  | Marian Oprea          | 7 iunie 2003       | București, România     |
| 17,81 m  | Marian Oprea          | 5 iulie 2005       | Lausanne, Elveția      |